# Pullimosina heteroneura
Pullimosina heteroneura – gatunek muchówki z rodziny Sphaeroceridae i podrodziny Limosininae.
Gatunek ten opisany został w 1836 roku przez Alexandra Henry’ego Halidaya jako Limosina heteroneura.
Muchówka o ciele długości od 1 do 1,25 mm. Tułów jej cechuje się nagą tarczką ze szczecinkami tylko wzdłuż tylnego brzegu. Skrzydła mają szczecinki na pierwszym sektorze żyłki kostalnej co najwyżej dwukrotnie dłuższe niż na drugim jej sektorze. Żadna ze szczecinek na wspomnianej żyłce nie jest ustawiona pod kątem prostym do powierzchni skrzydła. Użyłkowanie odznacza się lekko zakrzywioną ku sięgającej za nią żyłce kostalnej żyłką radialną R4+5 oraz odległością między przednią i tylną żyłką poprzeczną nie większą niż długość tej ostatniej. Środkowa para odnóży ma pierwszy człon stopy pozbawiony długiej szczecinki na spodzie, a goleń z jedną szczecinką grzbietową. Tylna para odnóży nie ma przedwierzchołkowych szczecinek ani kolców po spodniej stronie goleni. Stopy odnóży nie są krótkie ani szerokie. Odwłok jest niespłaszczony i niepunktowany, u samca bez kępek włosków po bokach piątego segmentu, a u samicy z włosowatymi szczecinkami na szczytach przysadek odwłokowych.
Gatunek kosmopolityczny. W Europie znany z większości krajów, w tym z Polski.